# Maliattha lacteata
Maliattha lacteata là một loài bướm đêm trong họ Noctuidae.